# Жабничанка
Жабничанка, Жабниця (пол. Żabniczanka)  — річка в Польщі, у Живецькому повіті Сілезького воєводства. Права притока Соли, (басейн Балтійського моря).

## Опис
Довжина річки 12,59 км, найкоротша відстань між витоком і гирлом — 11,36 км, коефіцієнт звивистості річки — 1,11 ; площа басейну водозбору 37,03  км². Формується притоками, безіменними струмками, загатами та частково каналізована.

## Розташування
Бере початок на північних схилах Липовської гори. Тече переважно на північний захід через село Жабницю і у Венґерській Ґурці вападає у річку Солу, праву притоку Вісли.

## Притоки
- Борача (ліва), Романка (права).

## Цікавий факт
- У селі Венґерській Ґурці річку перетинає автошлях та залізниця. На правому березі річки за 544 м розташована станція Венґерська Ґурка.
- Річка протікає у Бескиді Живецькому.